# جغرافیای نظامی ایران
جغرافیای نظامی ایران یک دوره کتاب ده‌جلدی دربارهٔ جغرافیای نظامی مناطق مختلف ایران است که در دهه ۱۳۲۰ خورشیدی در دایره جغرافیایی ستاد ارتش توسط سپهبد حاجعلی رزم‌آرا منتشر شده است. رزم‌آرا در سالهای ۱۳۲۰ تا ـ۱۳۲۲، بخش‌های مختلف ایران را در قالب مجموعه مجلدات «جغرافیای نظامی ایران» توصیف کرده است. این مجموعه بیش از شهرها و…، به ویژگی‌های طبیعی مناطق مختلف ایران می‌پردازد.
در زمان تبدیل شعبه نقشه‌کشی ستاد ارتش در ۶ آذر ۱۳۱۴ به «دایره جغرافیایی ارتش»، برای این دایره تکلیفی دربارهٔ انجام پژوهش‌ها و مطالعات جغرافیایی تعیین نشده بود و وظایف قانونی آن به نقشه‌برداری و تهیه و چاپ نقشه محدود می‌شد. در سال‌های نخست پس از رسمی‌شدن دایره جغرافیایی ارتش که ریاست آن بر عهده سرهنگ حاجعلی رزم‌آرا بود، وی با ابتکار خود به گردآوری اطلاعات و تدوین ۲۰ جلد جغرافیای نظامی ایران پرداخت که نه‌تنها تا آن زمان بی‌نظیر بود، بلکه بعدها نیز هیچ اثر جغرافیایی به‌صورت مجموعه کامل به آن وسعت تدوین نشد. مجموعه جغرافیای نظامی ایران رزم‌آرا، نخستین اثر مهم جغرافیایی (غیرنقشه‌ای) دایره جغرافیایی ستاد ارتش به‌شمار می‌رود.
رزم‌آرا چندین کتاب در حوزه‌های ژئوپلیتیک و جغرافیای سیاسی-نظامی تألیف و ترجمه کرد. وی از چهره‌های برتر در زمینه تلاش برای شناخت و شناسایی جغرافیای ایران بحث‌های علمی آن است. مجموعه «جغرافیای نظامی ایران» که در قطع خشتی و توسط اداره جغرافیایی ارتش (سازمان جغرافیایی بعدی) به چاپ رسید، همچنان از آثار ارزشمند در این زمینه به‌شمار می‌رود. رزم‌آرا در تألیف مجموعه جغرافیای نظامی ایران بدون بودجه و هزینه زیاد، از افسران زیردست خود در نقاط مختلف کشور خواسته بود، جغرافیای منطقه خود را بنویسند. منبع آن‌ها برای ثبت اطلاعات جغرافیایی، پرسش از مطلعان محلی یا پیمایش آن افسران در مناطق مختلف بود. این پیمایش با نقشه و همه مطالب گردآوری‌شده به تهران ارسال می‌شد و رزم‌آرا با ویرایش آن‌ها، این مجموعه را جزءبه‌جزء منتشر می‌کرد.
چون در آن زمان بر پایه تقسیمات کشوری مصوب نوزدهم دی ۱۳۱۶ مجلس شورای ملی، ایران شامل ۱۰ استان بود، این مجموعه نیز ۱۰ جلد است و اطلاعات آن شامل روستاها، شهرها و سایر مناطق می‌شود. برای نمونه جلد «کرمانشاهان» شامل ناحیه کرمانشاه و حتی همدان و کردستان است. رزم‌آرا در جلد «لرستان» این مجموعه، یکی از بهترین و علمی‌ترین مباحث نقادانه دربارهٔ مسئله کوچ عشایر و سیاست تخته قاپو را مطرح کرده است.
مجموعه ده‌جلدی فرهنگ جغرافیایی ایران (مشهور به فرهنگ رزم‌آرا) که شامل اطلاعات جغرافیایی مناطق مختلف ایران است نیز به همت سرتیپ حسینعلی رزم‌آرا برادر سپهبد رزم‌آرا در سال‌های ۱۳۲۸ تا ۱۳۳۲ خورشیدی توسط دایره جغرافیایی ستاد ارتش منتشر شده است.